# Passiflora trifoliata
Puroqsha (Passiflora trifoliata) es una planta de la familia Passifloraceae.

## Descripción
Es un arbusto trepador con grandes flores de color rosado brillante de 10 cm de diámetro; receptáculo con forma de embudo con anteras amarillas; el fruto es verde de 10 cm de largo, oblongo, parecido a la granadilla. Crece entrelazado a los árboles desde los 3700 hasta los 4400 m.

## Nombres comunes
- Puroqsha, purush, granadilla silvestre[2]